# 神戸峰男
神戸 峰男（かんべ みねお、1944年（昭和19年）8月10日 - ）は、日本の彫刻家。名古屋芸術大学名誉教授。

## 来歴
岐阜県土岐市出身（現在は可児市に住む）。1963年（昭和38年）3月、岐阜県立多治見工業高等学校卒業。同年4月、武蔵野美術大学造形学部に入学。清水多嘉示および木下繁に師事。1967年（昭和42年）3月、同大学彫刻科卒業。
1988年（昭和63年）、名古屋芸術大学教授に就任。同大学美術学部長を経て、同大学名誉教授となる。

### 日展との関わり

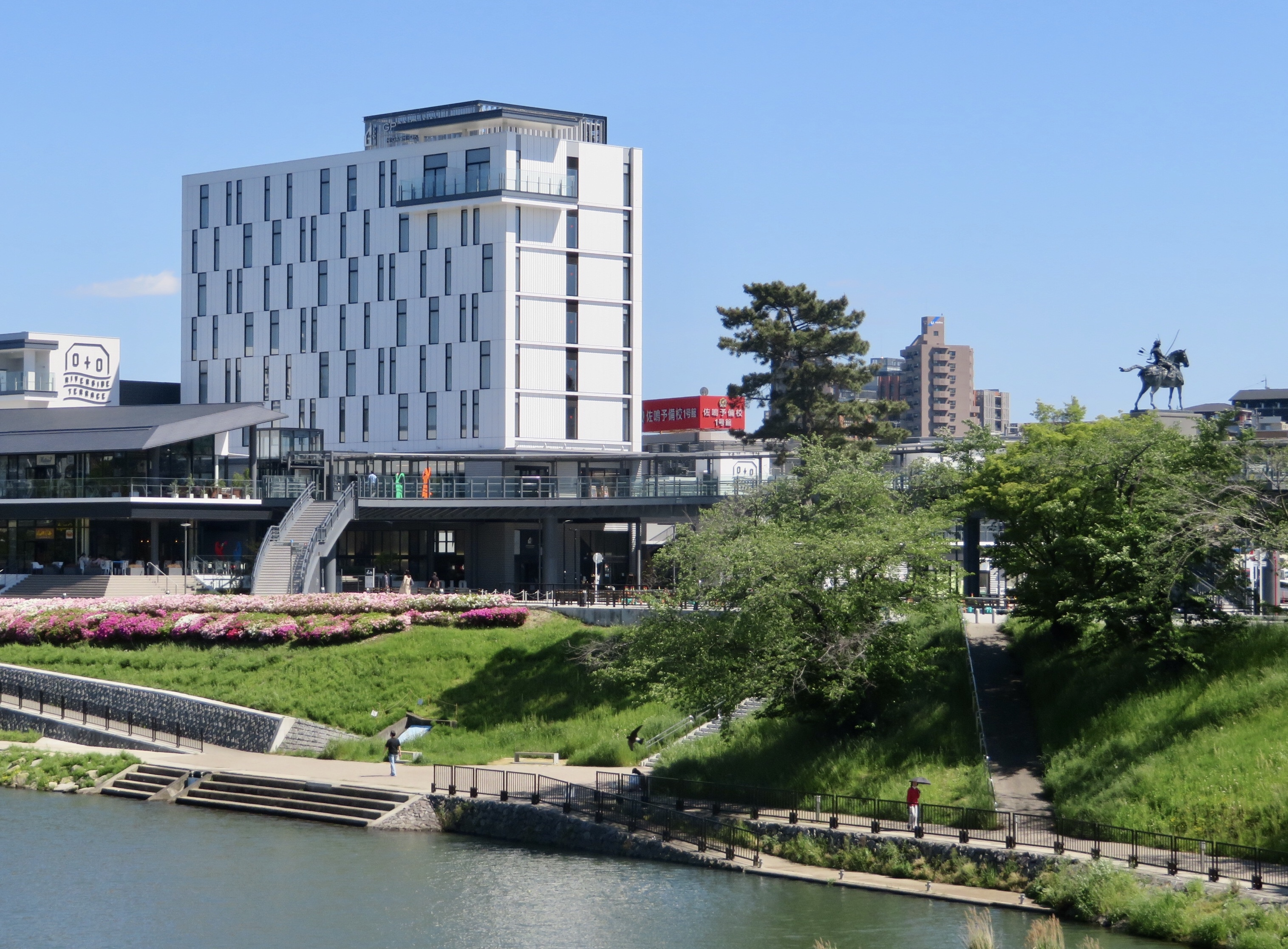
愛知県岡崎市から依頼されて神戸が制作した徳川家康の騎馬像（写真右隅）。ペデストリアンデッキの上に設置されたため、乙川の対岸からも見ることができる。

1970年（昭和45年）、「裸婦像」で日展中日賞を受賞。1974年（昭和49年）「裸婦」が日本彫塑展日彫賞受賞。1978年（昭和53年）「裸婦―伸びゆく」で日展特選。
2006年（平成18年）には「長風」で日展文部大臣賞受賞。2008年（平成20年）、2007年度（平成19年）第39回改組日展出品作「朝」で日本芸術院賞受賞。
運営者としては1996年（平成8年）より日展評議員を経て2009年（平成21年）日展理事となっている。2015年（平成27年）には第2回改組新日展にて第3科彫刻部門の審査員を務めた。
2011年（平成23年）、「彫刻の創作活動と振興」に対して岐阜県芸術文化顕彰を受賞。また、同年日本彫刻会理事委員長に就任している。
2012年（平成24年）12月15日より日本芸術院第一部（美術）会員。
2013年（平成25年）12月、可児市民栄誉賞第1号に推挙された。
2014年（平成26年）8月28日、愛知県岡崎市は、名鉄東岡崎駅から北東方面にペデストリアンデッキを建設し、デッキ上に徳川家康の銅像を設置すると発表した。翌2015年（平成27年）10月、市の有識者会議は神戸を銅像製作者として推薦。2019年（令和元年）11月2日、神戸が制作した徳川家康の騎馬像は、複合商業施設「オト リバーサイドテラス」のオープンにあわせ公開された。